# Грин, Сержиньо
Сержи́ньо Грин (нидерл. Serginho Greene; родился 24 июня 1982, Амстердам) — нидерландский футболист, игравший на позиции полузащитника.

## Карьера
Грин играл на многих позициях в «Валвейке». В своём первом сезоне за клуб он играл левого защитника, а в своём втором сезоне он играл как в центре обороны, так и справа. Во время своего второго сезона в клубе он стал одним из ключевых игроков «Валвейка». «Фейеноорд» объявил о подписании Грина на правах свободного агента 14 апреля 2005 года. Сержиньо выступал за «Фейеноорд» в течение четырёх сезонов, но после истечения контракта клуб не предложил ему продлить контракт.
В ноябре 2009 года Грин стал игроком «Витесса», заключив с клубом контракт до конца сезона. Его дебют состоялся 11 ноября в победном матче против «ВВВ-Венло», завершившимся со счётом 2:0. За шесть месяцев Сержиньо провёл за «Витесс» 18 матчей и забил 2 гола. Летом 2010 года Грин побывал на просмотре в нескольких европейских командах, в том числе грозненском «Тереке», но в итоге заключил контракт с болгарским «Левски».
В июле 2012 года Грин перешёл в сербский клуб «Войводина», подписав двухлетний контракт.

## Достижения
«Фейеноорд»
- Обладатель Кубка Нидерландов: 2007/08